# Розеноер, Сергей Михайлович
Сергей Михайлович Розеноер (13 марта 1882, Санкт-Петербург — 1950, Москва) — русский революционер, журналист, мемуарист.

## Биография
Из семьи еврея-купца первой гильдии, владельца типографии в Петербурге («Паровая типография и литография М. М. Розеноер») Михаила Моисеевича (Мовшевича) Розеноера.
Окончил экстерном гимназию.
В 1902—1903 гг. работал в Петербурге в типографии РСДРП с ее создателем Михаилом Штейнманом (Домиником Ефремовым). Арестован в апреле 1903 г., сидел в Петропавловской крепости, доме предварительного заключения. 24 сентября 1904 года осужден вместе с Ефремовым по 126, 128 ст. уголовного уложения в ссылку на поселение в Туринск Тобольской губернии, откуда Ефремов вскоре бежал, а Розеноер был переведен в Пелым Туринского уезда.
В августе 1905 г. бежал в Томск, работал в типографии Сибирского союза РСДРП; затем в Самаре, Орле, в Москве, в центральном техническом бюро РСДРП(б). Под кличкой «Аристарх» нелегально занимался перевозками литературы и оружия, налаживал выпуск газеты большевиков «Вперед» в Москве (выходила 2-6 декабря 1905 г.).
Арестован 19 декабря 1905 г. в Москве; бежал 18 февраля 1906 г. из бани Якиманской части. Работал в Москве и Смоленске под кличкой «Бородин», был членом Смоленского комитета РСДРП (б).
Арестован в июне 1906 г. в Москве и выслан на три года в Якутскую губернию. Работал помощником ветеринарного областного врача; один из основателей нелегального марксистского кружка «Маяк»; организатор издания (совместно со ссыльным полиграфистом С. Ф. Котиковым) нелегального журнала «Маяк», участвовал в газете «Якутский край». Литератор-дилетант, член кружка любителей музыки и литературы (председатель Я. С. Нейман); возможный автор сборника стихов, под псевдонимом. Читал популярные лекции по литературе (о творчестве М. Горького и др.) в клубе приказчиков. Считается, что в это время близок к меньшевикам.
В 1910 г. вернулся в Петербург и в 1915 г. окончил Петербургский университет, в партии не восстановился. Занимался экономической журналистикой. Публиковался как С. Михайлов.
В советское время привлечен Домиником Ефремовым к работе в Госстрахе (1923—1927 гг.). Много писал, популяризируя страховую тематику.
Член Общества изучения Урала, Сибири и Дальнего Востока, созданного в 1924 году в Москве. Соавтор первого советского путеводителя по Уралу, Сибири и Дальнему Востоку.
В 1930-х гг. работал в ЦБ ВАРНИТСО (Всесоюзная ассоциация работников науки и техники для содействия социалистическому строительству в СССР), по вовлечению ученых в социалистическое строительство. В частности, заявлял: «Внутренняя контрреволюция делает ставку на иностранную интервенцию; доказательство — дело „промышленной партии“. Весьма значительная часть работников науки и техники, специалистов всех отраслей народного хозяйства, отмежевалась от верхушки буржуазных вредителей и усиливает свою работу по выполнению пятилетки. Выдающиеся представители западно-европейской науки и литературы протестуют против происков интервентов выражают свои симпатии нашему Союзу. Однако, мы имеем еще значительную массу интеллигентов колеблющихся или нейтральных, избегающих активного участия в советской общественности. Мы с полным правом можем поставить всем нейтралистам вопрос: „Сейчас, в 1930 г., на какую же сторону склоняются ваши симпатии? За что вы стоите: за пятилетку или за программу Рамзиных?“ Нейтрализм ныне становится дымовой завесой, прикрывающей зачастую сочувствие нейтралистов к буржуазной интеллигенции, к правым группировкам. Мы должны завоевать для дела социалистического строительства все честные и здоровые элементы из рядов колеблющихся, превратить их из „исполнителей обязанностей“, из наймитов, — в активных, убежденных строителей социализма».
Состоял в обществе политкаторжан и ссыльнопоселенцев. Оставил воспоминания о своей революционной деятельности.
Похоронен на Введенском кладбище (5 уч.).